# Juno Temple
Juno Violet Temple (Londres, 21 de julho de 1989) é uma atriz inglesa que atuou em filmes como Atonement, Year One, The Three Musketeers, The Dark Knight Rises e mais recentemente Far from the Madding Crowd. Ela apareceu nos filmes Notes on a Scandal (2006), Atonement (2007), The Other Boleyn Girl (2008), The Three Musketeers (2011), The Dark Knight Rises (2012), Magic Magic (2013), Afternoon Delight (2013), Maleficent (2014), Black Mass (2015), Unsane (2018) e Maleficent: Mistress of Evil (2019). Temple também estrelou a série de televisão Vinyl (2016), Dirty John (2018–2019), Ted Lasso (2020–2023), Passarinhos (2020) e A Oferta (2022).
Temple recebeu o BAFTA Rising Star Award em 2013. Ela foi indicada a três Primetime Emmy Awards e três Screen Actors Guild Awards por seu papel como Keeley Jones em Ted Lasso, além de ter sido indicada ao Critics 'Choice Television Award e ganhar um Satellite Prêmio por seu papel como Bettye McCartt em The Offer.

## Vida pessoal
Temple nasceu em Hammersmith, Londres,
Temple teve um relacionamento com Michael Angarano com quem morou em Los Angeles. Desde 2016 eles não estão mais juntos.

## Filmografia
| Cinema | Cinema                                       | Cinema                                  | Cinema                         | Cinema                  |
| Ano    | Título original                              | Título (Brasil)                         | Título (Portugal)              | Papel                   |
| ------ | -------------------------------------------- | --------------------------------------- | ------------------------------ | ----------------------- |
| 2000   | Pandaemonium                                 | Pandaemonium                            | Pandaemonium                   | Emma Southey            |
| 2006   | Notes on a Scandal                           | Notas Sobre um Escândalo                | Diário de um Escândalo         | Polly Hart              |
| 2007   | Atonement                                    | Desejo e Reparação                      | Expiação                       | Lola Quincey            |
| 2007   | St. Trinian's                                | Escola para Garotas Bonitas e Piradas   | Giras e Passadas               | Celia                   |
| 2008   | The Other Boleyn Girl                        | A Outra                                 | Duas Irmãs, um Rei             | Jane Parker             |
| 2008   | Wild Child                                   | Garota Mimada                           | Miúda Insuportável             | Drippy                  |
| 2009   | Year One                                     | Ano Um                                  | Ano Um                         | Eema                    |
| 2009   | Cracks                                       | Cracks                                  | Cracks                         | Di                      |
| 2009   | Mr. Nobody                                   | Sr. Ninguém                             |                                | Anna (aos 15)           |
| 2009   | Glorious 39                                  | Glorious 39                             | Glorious 39                    | Celia                   |
| 2009   | St Trinian's 2: The Legend of Fritton's Gold | Escola para Garotas Bonitas e Piradas 2 |                                | Celia                   |
| 2010   | Greenberg                                    | O Solteirão                             |                                | Muriel                  |
| 2010   | Swerve                                       | Swerve                                  | Swerve                         | Missy (curta-metragem)  |
| 2010   | Bastard                                      | Bastard                                 | Bastard                        | Garota (curta-metragem) |
| 2010   | Kaboom                                       | Kaboom                                  | Kaboom                         | London                  |
| 2010   | Dirty Girl                                   | Dirty Girl                              | Dirty Girl                     | Danielle                |
| 2011   | Henry                                        | Henry                                   | Henry                          | Babá                    |
| 2011   | Little Birds                                 | Little Birds                            | Little Birds                   | Lily Hobart             |
| 2011   | The Three Musketeers                         | Os Três Mosqueteiros                    | Os Três Mosqueteiros           | Rainha Anne             |
| 2011   | Killer Joe                                   | Killer Joe                              | Killer Joe                     | Dottie Smith            |
| 2012   | Small Apartments                             | Small Apartments                        | Small Apartments               | Simone                  |
| 2012   | Jack and Diane                               | Jack and Diane                          | Jack and Diane                 | Diane                   |
| 2012   | The Dark Knight Rises                        | Batman: O Cavaleiro das Trevas Ressurge | O Cavaleiro das Trevas Renasce | Jen                     |
| 2012   | Lovelace                                     | Lovelace                                | Lovelace                       |                         |
| 2012   | The Brass Teapot                             | Loucos Por Dinheiro                     | The Brass Teapot               | Alice                   |
| 2013   | Truck Stop                                   | Truck Stop                              | Truck Stop                     | Vicki                   |
| 2013   | Magic Magic                                  | Magic Magic                             | Magic Magic                    | Alicia                  |
| 2013   | Sin City: A Dame to Kill For                 | Sin City: A Dama Fatal                  |                                |                         |
| 2013   | The Afternoon Delights                       | As delícias da tarde                    |                                | McKenna                 |
| 2013   | Horns                                        | Amaldiçoado                             |                                | Merrin Williams         |
| 2014   | Maleficent                                   | Malévola                                | Malévola                       | Thistlewit              |
| 2014   | Sin City: A Dame to Kill For                 | Sin City 2: A Dama Fatal                | Sin City: Mulher Fatal         | Sally                   |
| 2015   | Far from the Madding Crowd                   | Longe Deste Insensato Mundo             | Longe da Multidão              | Fanny Robin             |
| 2017   | Wonder Wheel                                 | Roda Gigante                            | Roda Gigante                   | Carolina Rannell        |
| 2018   | Unsane                                       | Distúrbio                               |                                | Violet                  |
| 2018   | The Pretenders                               |                                         |                                | Victoria                |
| 2019   | Lost Transmissions                           | Frequência Perdida                      |                                | Hannah                  |
| 2019   | Maleficent: Mistress of Evil                 | Malévola: Dona do Mal                   | Maléfica: Mestre do Mal        | Thistlewit              |
| 2021   | Palmer                                       |                                         |                                | Shelly                  |

### Television
| Ano       | Título                             | Papel                            | Notas                                 |
| --------- | ---------------------------------- | -------------------------------- | ------------------------------------- |
| 2014–2016 | Drunk History                      | Sybil Ludington / Marilyn Monroe | Episódios: "New York City", "Legends" |
| 2016      | Vinyl                              | Jamie Vine                       |                                       |
| 2017      | Philip K. Dick's Electric Dreams   | Emily                            | Episódio: "Autofac"                   |
| 2018–2019 | Dirty John                         | Veronica Newell                  |                                       |
| 2020      | Little Birds                       | Lucy Savage                      |                                       |
| 2020–2023 | Ted Lasso                          | Keeley Jones                     |                                       |
| 2021      | Mr. Corman                         | Megan                            |                                       |
| 2021      | Wolfboy and the Everything Factory | Nyx                              | Voz                                   |
| 2022      | The Offer                          | Bettye McCartt                   |                                       |

## Prêmios e indicações
| Ano  | Prêmio                                  | Categoria                                                      | Indicação          | Resultado | Ref.        |
| ---- | --------------------------------------- | -------------------------------------------------------------- | ------------------ | --------- | ----------- |
| 2013 | British Academy Film Awards             | Melhor Ator ou Atriz em Ascensão                               | Ela mesma          | Venceu    | [ 6 ]       |
| 2020 | Prague Independent Film Festival        | Melhor Atriz                                                   | Lost Transmissions | Venceu    | [ 7 ]       |
| 2021 | Hollywood Critics Association TV Awards | Melhor Atriz Coadjuvante em Série de Comédia                   | Ted Lasso          | Indicado  | [ 8 ] [ 9 ] |
| 2021 | Primetime Emmy Awards                   | Melhor Atriz Secundária numa Série de Comédia                  | Ted Lasso          | Indicado  | [ 10 ]      |
| 2022 | Hollywood Critics Association TV Awards | Melhor Atriz Coadjuvante em Série de Comédia                   | Ted Lasso          | Indicado  | [ 11 ]      |
| 2022 | Hollywood Critics Association TV Awards | Melhor Atriz Coadjuvante em Série Limitada ou Antologia        | The Offer          | Indicado  | [ 11 ]      |
| 2022 | Screen Actors Guild Awards              | Melhor Atriz em Série de Comédia                               | Ted Lasso          | Indicado  | [ 12 ]      |
| 2022 | Primetime Emmy Awards                   | Melhor Atriz Secundária numa Série de Comédia                  | Ted Lasso          | Indicado  | [ 13 ]      |
| 2023 | Critics' Choice Awards                  | Melhor Atriz Secundária em Filme ou Minissérie                 | The Offer          | Indicado  | [ 14 ]      |
| 2023 | Satellite Awards                        | Melhor Atriz Coadjuvante em uma Série, Minissérie ou Telefilme | The Offer          | Pendente  | [ 15 ]      |